# Lijst van fregatten bij de Koninklijke Marine
In onderstaand overzicht zijn alle fregatten opgenomen die bij de Koninklijke Marine gevaren hebben sinds de Tweede Wereldoorlog.

## De Zeven Provinciënklasse
Luchtverdedigings- en commandofregat (LCF)
- Zr.Ms. De Zeven Provinciën (F802) (2002-heden)
- Zr.Ms. Tromp (F803) (2003-heden)
- Zr.Ms. De Ruyter (F804) (2004-heden)
- Zr.Ms. Evertsen (F805) (2005-heden)

## Karel Doormanklasse
Multipurpose fregat (M-fregat)
- Hr.Ms. Karel Doorman (F827) (1991-2006)
- Zr.Ms. Van Speijk (F828) (1995-heden)
- Hr.Ms. Willem van der Zaan (F829) (1991-2007)
- Hr.Ms. Tjerk Hiddes (F830) (1993-2006)
- Zr.Ms. Van Amstel (F831) (1993-heden)
- Hr.Ms. Abraham van der Hulst (F832) (1993-2004)
- Hr.Ms. Van Nes (F833) (1994-2009)
- Hr.Ms. Van Galen (F834) (1994-2008 )

## Jacob van Heemskerckklasse
Luchtverdedigingsfregat (L-fregat)
- Hr.Ms. Jacob van Heemskerck (F812) (1986-2004)
- Hr.Ms. Witte de With (F813) (1986-2005)

## Kortenaerklasse
Standaardfregat (S-fregat)
- Hr.Ms. Kortenaer (F807) (1978-1997)
- Hr.Ms. Callenburgh (F808) (1979-1994)
- Hr.Ms. Van Kinsbergen (F809) (1980-1995)
- Hr.Ms. Banckert (F810) (1980-1993)
- Hr.Ms. Piet Hein (F811) (1981-1998)
- Pieter Florisz (F812) (nooit bij de Koninklijke Marine in dienst geweest maar direct na afbouw verkocht aan Griekenland)
- Witte de With (F813) (nooit bij de Koninklijke Marine in dienst geweest maar direct na afbouw verkocht aan Griekenland)
- Hr.Ms. Abraham Crijnssen (F816) (1983-1997)
- Hr.Ms. Philips van Almonde (F823) (1981-2002)
- Hr.Ms. Bloys van Treslong (F824) (1982-2003)
- Hr.Ms. Jan van Brakel (F825) (1983-2001)
- Hr.Ms. Pieter Florisz (F826) (ex-Willem van der Zaan) (1983-2001)

## Trompklasse
Geleide-wapenfregat (GW-fregat)
- Hr.Ms. Tromp (F801) (1975-1999)
- Hr.Ms. De Ruyter (F806) (1976-2001)

## Van Speijkklasse
- Hr.Ms. Van Speijk (F802) (1967-1986)
- Hr.Ms. Van Galen (F803) (1967-1987)
- Hr.Ms. Tjerk Hiddes (F804) (1967-1986)
- Hr.Ms. Van Nes (F805) (1967-1988)
- Hr.Ms. Isaac Sweers (F814) (1968-1990)
- Hr.Ms. Evertsen (F815) (1967-1989)

## Evertsen- of S-klasse
- Hr.Ms. Evertsen (F 805) (ex HMS Scourge; 1943-1946)
- Hr.Ms. Kortenaer (F 812) (ex HMS Scorpion; 1943-1945)
- Hr.Ms. Piet Hein (F 804) (ex HMS Serapis; 1943-1945)

## Roofdierklasse
- Hr.Ms. Wolf (F817) (1954-1984)
- Hr.Ms. Fret (F818) (1954-1984)
- Hr.Ms. Hermelijn (F819) (1954-1984)
- Hr.Ms. Vos (F820) (1954-1984)
- Hr.Ms. Panter (F821) (1954-1984)
- Hr.Ms. Jaguar (F822) (1954-1983)
- Hr.Ms. Lynx (F823) (1956-1961)

## Van Amstelklasse
- Hr.Ms. Van Amstel (F 806) (ex USS Burrows; 1944/1950)
- Hr.Ms. De Bitter (F 807) (ex USS Rinehart; 1943/1950)
- Hr.Ms. Van Ewijck (F 808) (ex USS Gustafson; 1943/1950)
- Hr.Ms. Dubois (F 809) (ex USS O'Neill; 1943/1951)
- Hr.Ms. De Zeeuw (F 810) (ex USS Eisner; 1944/1951)
- Hr.Ms. Van Zijll (F 811) (ex USS Stern; 1943/1950)

## Floresklasse
- Hr.Ms. Flores (F 803)
- Hr.Ms. Soemba (T199, HX1 en A891)

## Batjanklasse
- Hr.Ms. Boeroe (F 814)  (ex. HMAS Toowoomba, 1941/1946) (1946-1958)
- Hr.Ms. Ceram (F 815)  (ex. HMAS Burnie, 1941/1946) (1946-1958)
- Hr.Ms. Ternate (F 812)  (ex. HMAS Kalgoorlie, 1942/1946) (1946-1958)
- Hr.Ms. Ambon (ex. HMAS Cairns) (1946-1950)
- Hr.Ms. Banda (ex. HMAS Wollongong) (1946-1950)
- Hr.Ms. Batjan (ex. HMAS Lismore) (1946-1958)
- Hr.Ms. Morotai (ex. HMAS Ipswich) (1946-1949)
- Hr.Ms. Tidore (ex. HMAS Tamworth) (1946-1949)

## Van Kinsbergenklasse

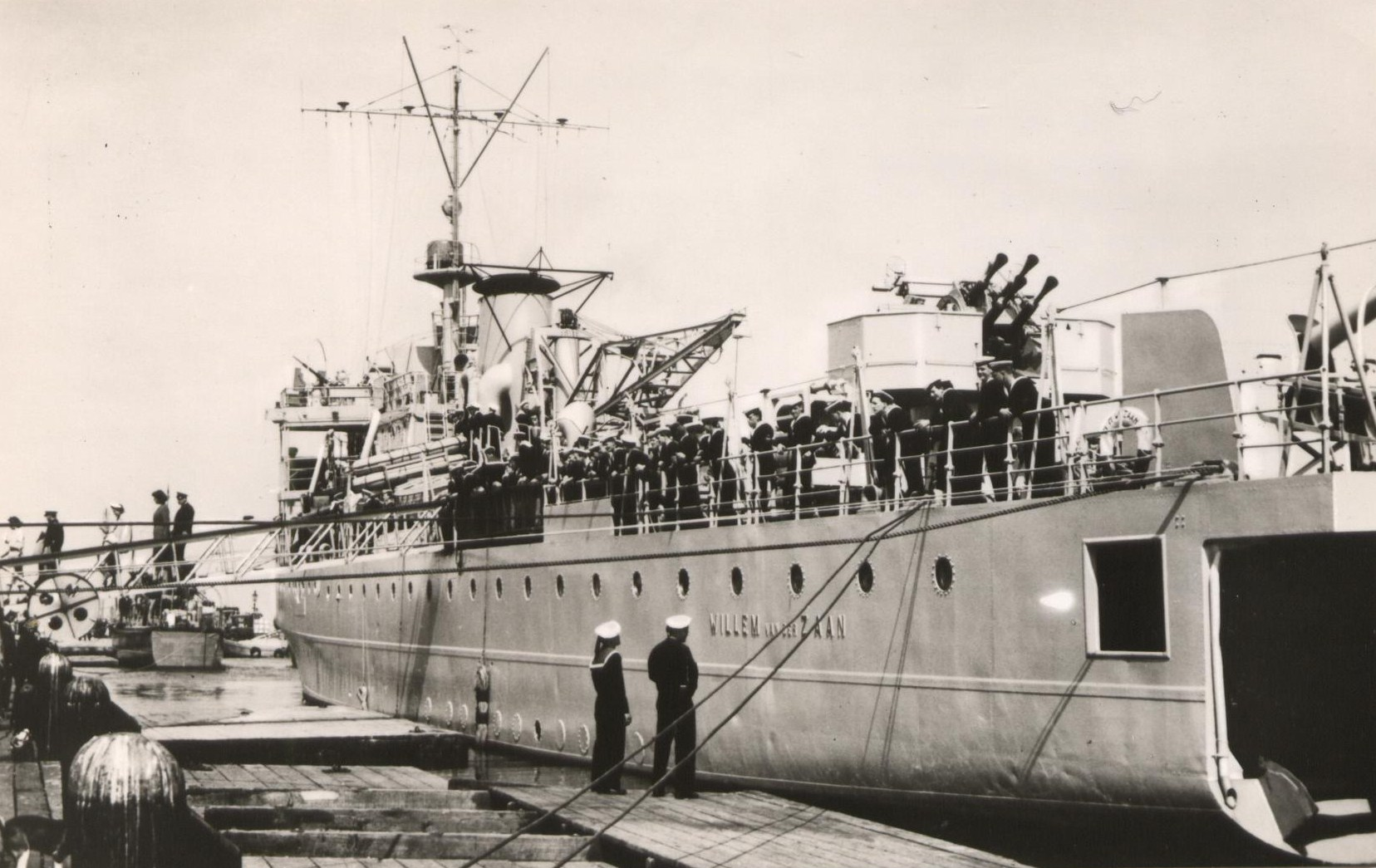
De mijnenlegger Hr.Ms. Willem vd Zaan F-824 vertrekt naar de Nederlandse Antillen

- Hr.Ms. Van Kinsbergen (F 804)

## Riverklasse
- Hr.Ms. Johan Maurits van Nassau (F 802)